# S51 (Polen)
De S51 is een snelweg in Polen. De S51 verbindt Olsztyn met de S7 in Olsztynek. De S51 is 34 kilometer lang en werd afgewerkt in 2019.
A1 · A2 · A4 · A6 · A8 · A18 · A50
S1 · S2 · S3 · S5 · S6 · S7 · S8 · S10 · S11 · S12 · S14 · S16 · S17 · S19 · S22 · S50 · S51 · S52 · S61 · S74 · S79 · S86